# Hans Daniel (Politiker)
Hans Daniel (* 27. Juni 1893 in Nordwalde; † 24. März 1973 in Borken) war ein deutscher Politiker.

## Leben und Wirken
Hans Daniel wurde als Sohn der Eheleute Bernhard Daniel und Maria Woldering geboren. Nach dem Schulabschluss war er zunächst für drei Jahre in verschiedenen Kommunalverwaltungen tätig, bevor er bei der Regierung Münster zum Regierungssupernumerar angestellt wurde. Er war Soldat im Ersten Weltkrieg.
Im März 1922 wurde er mit der Wahrnehmung einer Sekretärsstelle beim Landratsamt Borken beauftragt. Mit Unterbrechung durch den Kriegsdienst im Zweiten Weltkrieg – Daniel war von 1941 bis 1943 Hauptmann der Artillerie – blieb er beim Landratsamt Borken und war 1945 Stellvertreter des Landrats Peter Cremerius.
Als Cremerius Ende März 1945 von der britischen Besatzung verhaftet wurde, ernannte diese Daniel als „Hauptmann“ des Kreises Borken. In der Verwaltung wie auch in der Bevölkerung erhob sich Ablehnung gegen die Art seiner Amtsführung, sodass er im November 1945 ein Rücktrittsgesuch einreichte mit der Bedingung, in seine frühere Stelle (Regierungsoberinspektor, Stellvertreter des Landrats) versetzt zu werden. Dies wurde am 3. Januar 1946 durch die Übergabe der Ernennungsurkunde erfüllt. Sein Nachfolger als Landrat war für kurze Zeit – von Anfang Januar 1946 bis 3. April 1946 – Horst Strunden.
Im April 1948 wurde Daniel Kreisoberinspektor und ging als Kreisamtmann am 30. Juni 1958 in den Ruhestand. Er war mit Josefine Berlage verheiratet.

## Ehrungen und Auszeichnungen
- Bundesverdienstkreuz 1. Klasse